# Каспийска рибарка
Каспийската рибарка (Hydroprogne caspia) е вид птица от семейство Чайкови (Laridae).

## Разпространение
Видът е разпространен около големите езера и океански брегове на Северна Америка, както и в Европа (главно около Балтийско море и Черно море), Азия, Африка, Австралия и Нова Зеландия.
Среща се и в България.